# Aeroporto di Bodø
L'aeroporto di Bodø (IATA: BOO, ICAO: ENBO) è uno scalo aeroportuale norvegese situato a Bodø, capoluogo amministrativo della contea di Nordland.
Situato appena a sud del centro città, sulla punta più occidentale della penisola di Bodø, condivide le strutture con la Luftforsvarsbase Bodø (Bodø Main Air Station), base aerea della Kongelige Norske Luftforsvaret, l'aeronautica militare norvegese. La struttura, che sorge a un'altezza di 13 m s.l.m., ha una sola pista con superficie in calcestruzzo, lunga 2 794 m e larga 45 m (9 167 per 148 ft) con orientamento 07/25.
L'aeroporto, di proprietà dell'Avinor, oltre a gestire traffico per le principali destinazioni nazionali funge da hub per i voli delle compagnie aeree regionali verso i territori dell'Helgeland, e delle isole Lofoten e Vesterålen.